# آندي سيغل
آندي سيغل (بالإنجليزية: Andy Seigle) مواليد 15 مايو 1972 في سكرانتون، هو لاعب كرة سلة معتزل أمريكي/فلبيني. بدأ مسيرته الاحترافية في سنة 1997. يبلغ طوله 6 قدم 10 بوصة (2.1 م). مثّل منتخب منتخب الفلبين لكرة السلة. اعتزل اللعب في 2007.

## المسيرة الاحترافية
لعب مع تي إن تي كاتروبا من سنة 1997 إلى 1999، ثم لعب مع ستار هوتشوتز من سنة 1999 إلى 2003، ثم لعب مع بارانجي جينبرا سان ميغيل من سنة 2004 إلى 2007.

## سجل المنافسة
شارك في المنافسات التالية:
- دورة الألعاب الآسيوية 1998
- دورة الألعاب الآسيوية 2002